# Legacy: De líder a leyenda tour
Legacy: De líder a leyenda tour es un álbum en directo del cantante del género urbano Yandel, lanzado el 3 de febrero de 2015, a través de la compañía discográfica Sony Music Latin. El álbum fue grabado durante su De Líder a Leyenda Tour en el Coliseo de Puerto Rico José Miguel Agrelot en San Juan (Puerto Rico) el 4 de octubre de 2014. Solamente 10 temas de su presentación de 2 horas fueron seleccionados para incluirse en el álbum. Una versión Deluxe del álbum también fue lanzada incluyendo 10 temas inéditos grabados en estudio.

## Sencillos promocionales
- La versión salsa de "En La Oscuridad" que cuenta con la colaboración del Puertorriqueño Gilberto Santa Rosa, fue lanzada a través de iTunes el 8 de julio de 2014.[1]

- La versión remix de "Plakito" originalmente a dúo con su hermano Gadiel, la cual incluye colaboración adicional del Puertorriqueño Farruko, se lanzó en iTunes el 25 de septiembre de 2014.

### Otros lanzamientos
Los temas «Trepando Paredes» y la versión remix de «Déjate Amar» a dueto con el colombiano Reykon y el puertorriqueño D.OZi, fueron lanzadas durante el radio show "El Coyote The Show" durante agosto y noviembre de 2014 simultáneamente.

## Lista de canciones
- Edición estándar - CD

| N.º | Título                                                    | Escritor(es) | Duración |  |
| 1.  | «Hable de Ti» (en vivo)                                   | Llandel Veguilla Malave / Marcos Masis | 3:34     |  |
| 2.  | «Permítame» (en vivo) (con Tony Dize)                     | Tony Feliciano / Juan Luis Morera Luna / Llandel Veguilla Malave / Marcos Masis                                                                                      | 3:42     |  |
| 3.  | «Te Suelto el Pelo» (en vivo)                             | Juana S. Guerrido | 2:12     |  |
| 4.  | «Dembow» (en vivo)                                        | Juana S. Guerrido | 1:33     |  |
| 5.  | «Junto al Amanecer» (en vivo) (con J Álvarez)             | Alberto Lozado Algarin / Javid David Álvarez / Nelson Díaz Martínez                                                                                                  | 3:42     |  |
| 6.  | «Para Irnos (A Fuego)» (en vivo) (con J Álvarez y Gadiel) | Javid David Álvarez / Nelson Díaz / Llandel Veguilla Malave / Gadiel Veguilla Malavé / Marcos Masis / Pedro Santana                                                  | 3:37     |  |
| 7.  | «6 AM» (en vivo) (con Farruko)                            | José A. Osorio Balvin / Carlos E. Reyes Rosado | 4:13     |  |
| 8.  | «Passion Whine» (en vivo) (con Farruko)                   | Sean Paul Henriques / Victor Viera Moore / Carlos E. Reyes Rosado | 3:27     |  |
| 9.  | «Hasta Abajo» (en vivo)                                   | Llandel Veguilla Malave / Marcos Masis | 3:58     |  |
| 10. | «Moviendo Caderas» (en vivo)                              | Victor Delgado / Llandel Veguilla Malave / Eliezer Palacios / Gabriel Rodríguez / Francisco Saldaña / Geancarlos Rivera Tapia / Jonathan Rivera Tapia / Daddy Yankee | 4:48     |  |

- Edición deluxe - CD

| Legacy: De Líder a Leyenda Tour — Deluxe edition |                                                             | |          |  |
| N.º                                              | Título                                                      | Escritor(es) | Duración |  |
| 11.                                              | «Trepando Paredes»                                          | Llandel Veguilla Malave / Justin Quiles / Egbert Rosa                                                                                          | 3:21     |  |
| 12.                                              | «En la Oscuridad (Versión Salsa)» (con Gilberto Santa Rosa) | Daliah King / Llandel Veguilla Malave / Marcos Masis / Christian Ramos / Jean Rodríguez / Fabian Worell                                        | 3:47     |  |
| 13.                                              | «Olé»                                                       | Llandel Veguilla Malave / Robin Méndez / Eliezer Palacios / Gabriel Rodríguez / Geancarlos Rivera Tapia / Jonathan Rivera Tapia / Daddy Yankee | 4:07     |  |
| 14.                                              | «Me Enamoré»                                                | Llandel Veguilla Malave / Justin Quiles / Egbert Rosa / Roberto "Tito" Vazquez                                                                 | 3:10     |  |
| 15.                                              | «Mi Nena»                                                   | Llandel Veguilla Malave / Ernesto Padilla / Justin Quiles / Roberto "Tito" Vazquez                                                             | 3:38     |  |
| 16.                                              | «Jaque Mate»                                                | Llandel Veguilla Malave / Robin Méndez / Christian Ramos / Roberto "Tito" Vazquez                                                              | 3:33     |  |
| 17.                                              | «Déjate Amar (Remix)» (con Reykon y D.OZi)                  | Llandel Veguilla Malave / Marcos Masis | 4:24     |  |
| 18.                                              | «Duro Hasta Abajo» (con Gadiel)                             | Llandel Veguilla Malave / Gadiel Veguilla Malavé / Marcos Masis                                                                                | 2:56     |  |
| 19.                                              | «Plakito (Remix)» (con Gadiel y Farruko)                    | Josias De La Cruz / Llandel Veguilla Malave / Gadiel Veguilla Malavé / Carlos E. Reyes Rosado                                                  | 3:26     |  |
| 20.                                              | «La Calle Me Llama» (con Farruko, Ñengo Flow y D.OZi)       | Luis Otero / Edwin Rosa Vázquez | 5:07     |  |

## Créditos y personal
No están clasificados por orden.
| - Llandel Veguilla Malavé: Artista principal, compositor, productor ejecutivo - Rolando Alejandro: Ingeniero - Alberto Lozada Algarín: Compositor, productor - Sam Allison: Asistente, Ingeniero - Jesús Alonso: Trompeta - Javid David Alvarez: Artista invitado, compositor - Carlos Andrea: Cajón, Palmas - José A. Osorio Balvin: Artista invitado, compositor - Jean Carlos Camuñas: Conga - Joás Caraballo: Guitarra - Wilfredo Caraballo: Teclados - Omar Cruz: Fotografía - Luis “D.OZi” Otero: Artista invitado, compositor - Ramón Ayala Rodríguez: Artista invitado, compositor - Diego de Cáceres: Guitarra - Josías de la Cruz (Nely): Compositor, productor - Víctor Delgado: Compositor, productor - Jorge Díaz: Trombón - Nelson Díaz Martínez: Compositor, productor - Savier Díaz: Bongos - Tony Feliciano: Artista invitado, compositor - DJ Luian: Mezcla, productor - Carlos E. Reyes Rosado: Artista invitado, compositor - Chris Gehringer: Masterización - Gadiel Veguilla Malavé: Artista invitado, compositor - Juana S. Guerrido: Compositor - Kisean Paul Henriques: Compositor - Jorge Sánchez: Comercialización - Daliah Rey: Compositor - Juan Luis Morera Luna: Compositor - Geancarlos Rivera Tapia (Yan - Madmusick): Compositor, productor - Jonathan Rivera Tapia (Yon - Madmusick): Compositor, productor - Marcos "Tainy" Masis: Compositor, productor | - Robin Méndez: Compositor, productor - Víctor Viera Moore (Jumbo): Compositor, productor - Pedro Morales: Timbales - Edwin Vázquez: Artista invitado, compositor - Ernesto Padilla (Nesty): Compositor, productor - Eliezer "Eli" Palacios: Compositor - Juan Paz: Marketing - Carlos Pérez: Director creativo, diseño - Pedro Pérez: Guitarra (Bajo) - Justin Quiles: Compositor - Soraya Ramírez: Mánager - Ramón Gómez: DJ - Christian Ramos (Syko): Compositor - Alejandro Reglero: A&R - Rohan Reid: Bajo - Andrés Robledo: Artista invitado - Juan G. Rivera: Ingeniero de grabación - Daniel Luis "Noize" Rodríguez: Productor - Gabriel Rodríguez: Compositor, Ingeniero de sonido - Jean Rodríguez: Compositor - Egbert "Haze" Rosa: Compositor, productor - José Ruiz: Trompeta - Francisco Saldaña: Compositor, productor - Ramón Sánchez: Arreglista, teclados, piano, productor, programación - Gilberto Santa Rosa: Artista invitado, compositor. - Pedro Santana: Compositor - Marcus Thomas: Tambores - Adlin Torres: Vocales - Ángel Torres: Saxofón (Tenor) - Roberto "Tito" Vázquez (Earcandy): Compositor, Ingeniero de sonido, mezcla, director musical, productor - Jonathan Whynock: Guitarra - Fabian Worell: Compositor |

## Posicionamiento
| Listas (2015)                    | Posición más alta |
| -------------------------------- | ----------------- |
| US Billboard Latin Rhythm Albums | 1                 |
| US Billboard Top Latin Albums    | 5                 |